# Idea (rapper)
Josef Změlík, lépe znám pod pseudonymem Idea, je český rapper a zakladatel Ty Nikdy. Účinkoval ve skupinách Dilema a IdeaFatte s DJ Fattem, dnes jen IF. Je jedním ze dvou členů zaniklé skupiny s názvem BoyBand se slovenským rapperem Boy Wonderem.

## Diskografie

### Mixtape
- 2006: Malý Pepek Mixtape vol. 1
- 2011: Plus

### Studiová alba
- 2000: demo Slova (s Dilema)
- 2007: 365 (s IF)
- 2008: Mezitím (s IF)
- 2009: Doma (s IF)
- 2011: Dočasně nedostupní (s IF)
- 2012: Label (s Ty Nikdy)
- 2012: Daleko blíž
- 2013: Best Of (BoyBand)
- 2014: Galapágy (BoyBand)
- 2015: Rap (s IF)
- 2016: STOP PLAY (s IF)
- 2019: TEMPO
- 2021: O beatech a lidech

### EPs
- 2016: Rap (s IF)
- 2019: O rakvích a lidech